# Два салунга
Два салунга (также один майонг, половина тикаля (бата)) — устаревшая монета Сиама, равная 1⁄2 сиамского тикаля.

## История

### Ранние монеты-слитки
Одним из первых выпусков монет в один салунг являются монеты из серебра, чеканившиеся на протяжении 1851—1868 годов. Данных о других монетах-слитках этого номинала нет.

### Монеты европейского типа
В 1860 году, параллельно с монетами-слитками, также чеканились монеты европейского типа из серебра. В 1968 была отчеканена пробная монета похожего дизайна из меди.

### Монеты после введения десятичной денежной системы
21 августа 1898 года в Сиаме была введена десятичная денежная система: 1 тикаль = 100 сатангов, однако была оставлена вспомогательная денежная единица — салунг, равная 1⁄4 тикаля.
В 1915 году были отчеканены монеты из серебра 800-й пробы с портретом Рамы VI. В 1919—1921 годах чеканились монеты аналогичного дизайна из серебра 650-й пробы, а в 1919 году были отчеканены монеты из серебра 500-й пробы с точкой после легенды.

## Характеристики монет
| Изображение | Диаметр | Толщина | Масса  | Материал            | Аверс                                             | Реверс                                                                   | Годы чеканки |
| ----------- | ------- | ------- | ------ | ------------------- | ------------------------------------------------- | ------------------------------------------------------------------------ | ------------ |
|             | 12 мм   |         | 6,13 г | серебро             | Обозначение монетного двора и правящей династии   | —                                                                        | 1851—1868    |
|             | 27 мм   |         | 7,54 г | серебро             | Корона с лучами между двух зонтов                 | Слон внутри эмблемы династии Чакри и четыре звезды, обозначающие номинал | 1860         |
|             |         |         |        | медь                | Корона с лучами между двух зонтов                 | Слон внутри эмблемы династии Чакри и четыре звезды, обозначающие номинал | 1868         |
|             | 25,3 мм |         | 7,5 г  | серебро 800-й пробы | Портрет Рамы VI, его имя и титул                  | Трёхголовый слон, указание страны, номинала и года чеканки               | 1915         |
|             | 25,3 мм |         | 7,5 г  | серебро 650-й пробы | Портрет Рамы VI, его имя и титул                  | Трёхголовый слон, указание страны, номинала и года чеканки               | 1919—1921    |
|             |         |         | 7,5 г  | серебро 500-й пробы | Портрет Рамы VI, его имя и титул с точкой в конце | Трёхголовый слон, указание страны, номинала и года чеканки               | 1919         |

## Чекан по годам
| Год       | Монет отчеканено |
| Тип 1     | Тип 1            |
| --------- | ---------------- |
| 1851—1868 | ?                |
| Тип 2     |                  |
| 1860      | ?                |
| Тип 3     |                  |
| 1868      | ?                |
| Тип 4     |                  |
| 1915      | 2 740 000        |
| Тип 5     |                  |
| 1919      | 3 230 000        |
| 1920      | 4 970 000        |
| 1921      | ?                |
| Тип 6     |                  |
| 1919.1    | ?                |
| 1919.2    | ?                |